# Ukraińskie Zjednoczenie Narodowe
Ukraińskie Zjednoczenie Narodowe (UNO) – ukraińska legalna organizacja polityczna, działająca na terenie Ukrainy Karpackiej, a później Karpato-Ukrainy.
Zebrania organizacyjne odbywały się już pod koniec 1938, jednak założona została 18 stycznia 1939 w Chuście, na spotkaniu przedstawicieli wszystkich ukraińskich ugrupowań politycznych (z wyjątkiem komunistów). W UNO zjednoczyli się członkowie ukraińskich partii rozwiązanych dekretem rządu Czecho-Słowacji z 23 grudnia 1938 (Partia Chrześcijańsko-Narodowa, Ukraińska Partia Ludowo-Chłopska, Partia Agrarna, Partia Socjaldemokratyczna, grupy młodzieży nacjonalistycznej)
Przewodniczącym Zjednoczenia został Fedir Rewaj (pod koniec zastąpił go Jurij Perewuznyk), a sekretarzem generalnym A. Woron. Organem prasowym UNO był dziennik "Nowa Swoboda".
W lutym 1939 UNO wystartowało w wyborach do parlamentu Karpackiej Ukrainy z jedną wspólną listą 32 kandydatów (w tym Augustyn Wołoszyn), wszyscy zostali wybrani na posłów. Ugrupowanie otrzymało 92,4% oddanych w wyborach głosów.
Po wkroczeniu na obszar Ukrainy Karpackiej w marcu 1939 wojsk węgierskich organizacja została rozwiązana.